# Салернская хроника
Сале́рнская хро́ника (лат. Chronicon Salernitanum) — раннесредневековая анонимная латиноязычная хроника, описывающая события на Апеннинском полуострове, происходившие в 747—974 годах. Получила своё название по городу Салерно, предполагаемому месту жительства её автора. Хроника — один из наиболее важных источников по истории Малой Лангобардии VIII—X веков.

## Описание
«Салернская хроника» и все её дошедшие до нашего времени списки восходят к одному протографу. Эта рукопись — Codex Vaticanus 5001 — находится в Ватиканской апостольской библиотеке. Она датируется рубежом XIII—XIV веков.
Имя автора «Салернской хроники» неизвестно. Первоначально предполагалось, что им мог быть Эрхемперт, автор «Истории лангобардов Беневенто», но в настоящее время это мнение считается ошибочным. О себе автор ничего не сообщает, упоминая только, что его предок Радоальд бежал из Беневентского княжества из-за разногласий с Сикардом. На основании анализа текста хроники предполагается, что автор был современником описываемых в её последней части событий. Подробный рассказ «Салернской хроники» о заговоре против князя Пандульфа I Беневентского в 974 году, возможно, является свидетельством непосредственного очевидца. На основании особой осведомлённости автора хроники о событиях в Салерно предполагается, что он мог быть жителем этого города. Возможно, он был монахом салернского монастыря Святого Бенедикта. Несмотря на это, в основном автора сообщает о светских событиях, в том числе, подробно описывает нрав и быт своей эпохи.
Бо́льшую часть своих сведений автор «Салернской хроники» черпал из устных рассказов. Вероятно, многие данные о событиях X века написаны им со слов их участников. Однако в распоряжении автора хроники были и более ранние исторические сочинения, например, «Liber Pontificalis», «История лангобардов» Павла Диакона и «История лангобардов Беневенто» Эрхемперта. Хроника прерывается на описании мятежа в Беневентском княжестве в 974 году. Однако данные из 163-й и 165-й глав, упоминающие события более позднего времени, позволяют историкам отнести время составления хроники к периоду около 990 года.
Хотя автор «Салернской хроники» по большей части не использовал критический анализ при изложении описываемых событий, его труд является очень ценным источником по истории раннесредневековой Италии. Хроника — наиболее полный нарративный источник о Салернском и Беневентском княжествах X века. Она также важна как собрание свидетельств о политике Каролингов и императоров Священной Римской империи (в первую очередь, Оттона Великого) в отношении Южной Италии. Благодаря уникальности многих её известий, хроника получила широкое распространение: в качестве одного из своих источников её использовал Лев Остийский в «Хронике монастыря Монтекассино».
В российской историографии «Салернская хроника» более всего известна в связи с находящимся в ней письмом императора Запада Людовика II императору Византии Василию I Македонянину. В этом датированном 871 годом послании упоминается, что титулом «каган» (лат. chaganus) в византийских документах наделялись правитель «норманнов» (лат. Nortmanni), которых большинство историков отождествляет с русами, а также правитель хазар. С этим был категорически не согласен Людовик II, требовавший, чтобы этот титул признавался только за «предводителем» авар.

## Издания
На латинском языке:
- Chronicon Salernitanum. A critical edition with Studies on Literary and Historical Sources and on Language / Westerbergh U. — Stockholm, 1956.

На русском языке:
- Салернская хроника / Пер. с лат. и комм. О. С. Воскобойникова. — М.: Издательский дом ЯСК, 2020. — 208 с. — (Studia historica). — 500 экз. — ISBN 978-5-907290-08-2.
- Салернская хроника // Хроники Италии / Пер. с лат. и комм. И. В. Дьяконова. — М.: Русская панорама, 2020. — С. 351—497. — (MEDIÆVALIA: средневековые литературные памятники и источники). — 500 экз. — ISBN 978-5-93165-439-3.